# Binnenweg (Maarssen)
De Binnenweg is een straat in het Nederlandse dorp Maarssen. Deze loopt van de rotonde Straatweg tot aan de Kerkweg en de Parkweg waar hij in overgaat. Zijstraten van de Binnenweg zijn de Mozartlaan en de Rogier van Otterloolaan. Deze straat bevindt zich in het centrum van Maarssen. Aan deze vrij oude weg bevinden zich panden waarvan een paar met de status van rijksmonument. Dat zijn Solitude (ca. 1750) op nummer 56 en Hazenburg (voor 1742 Vegt en Rust geheten) op 60. Parallel aan de Binnenweg achter de huizen met een even nummer ligt de Vecht. De Binnenweg is ongeveer 700 meter lang.

## Fotogalerij

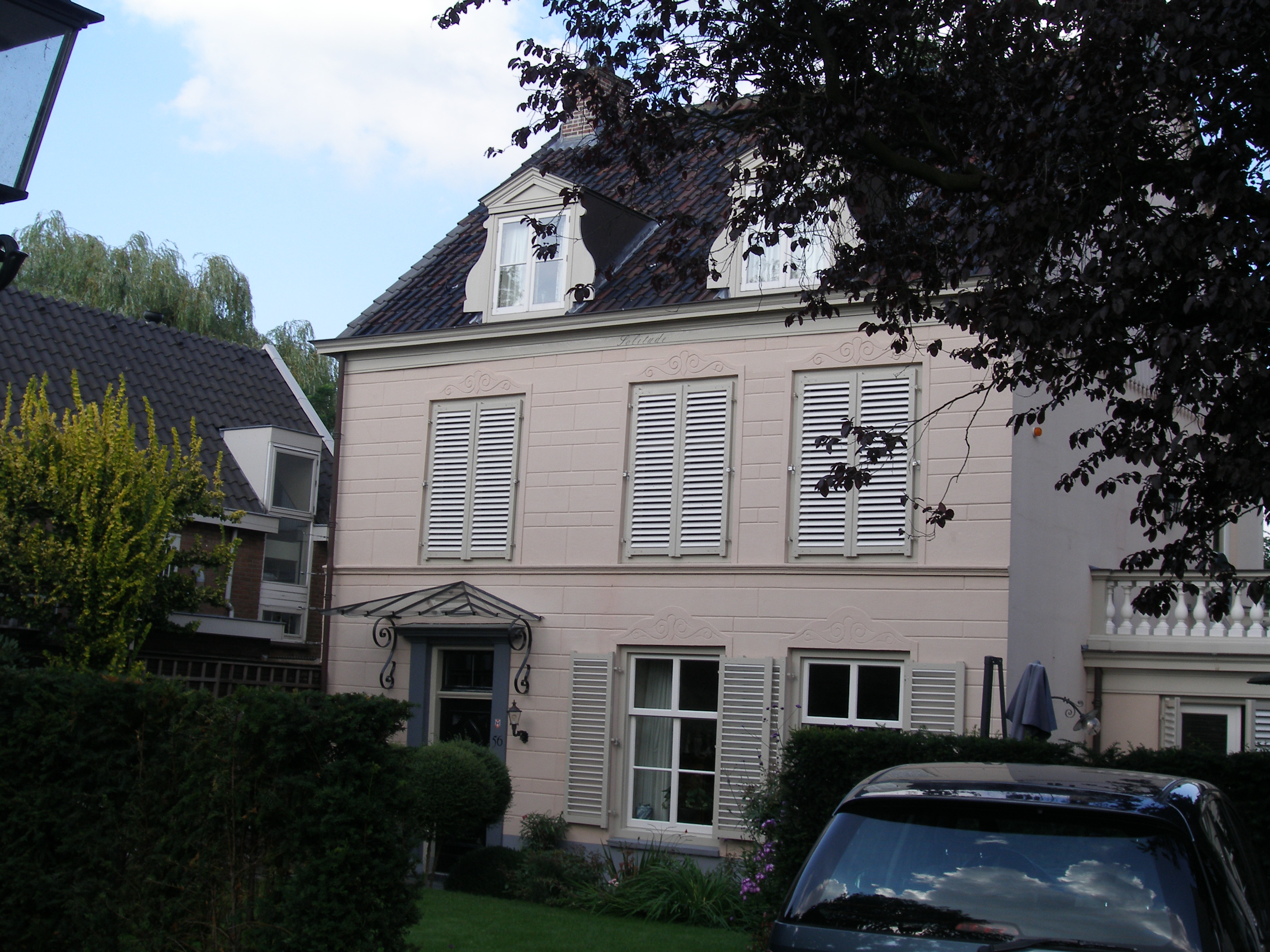
Solitude aan de Binnenweg 56 (rijksmonument)
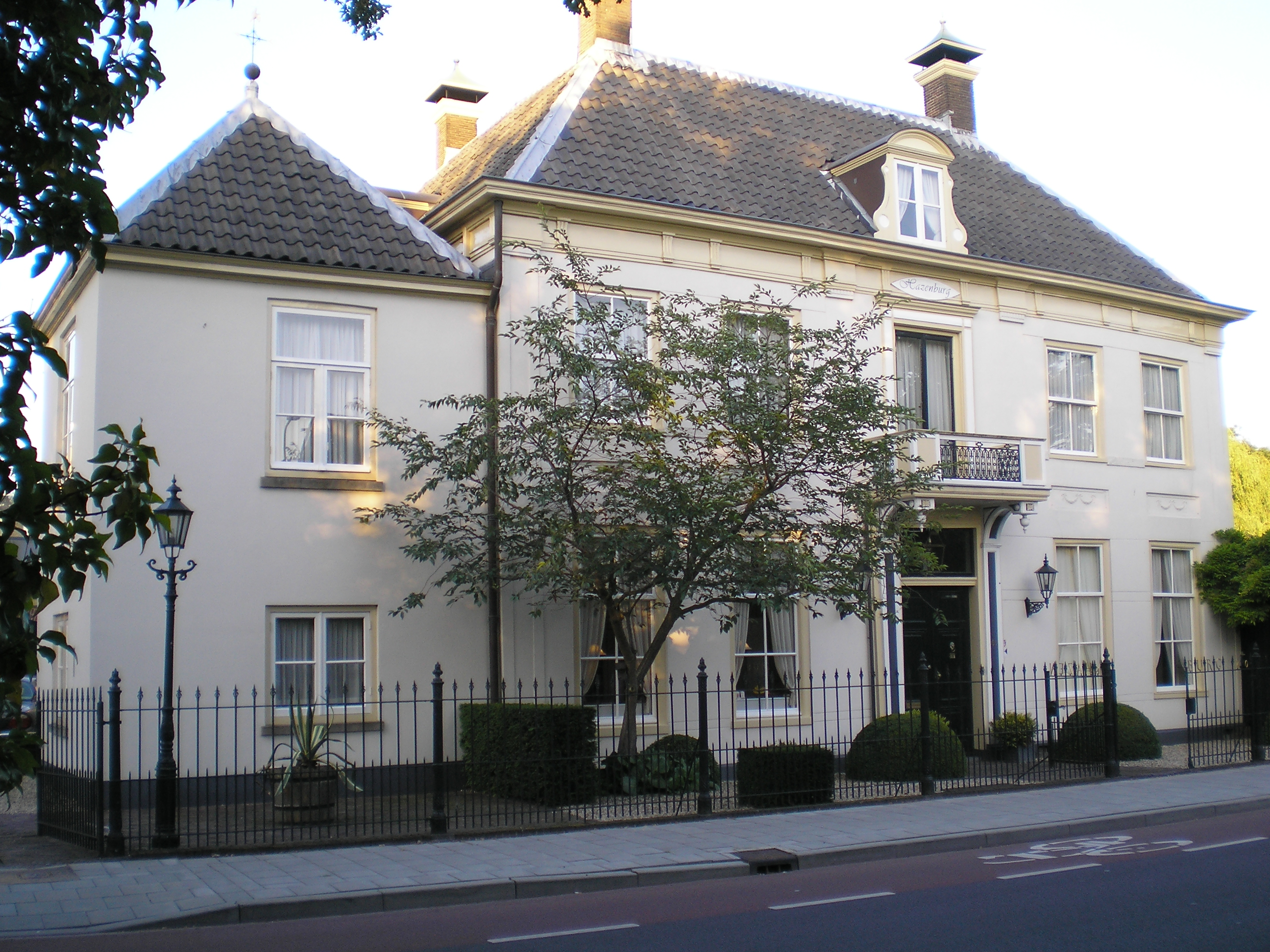
Hazenburg aan de Binnenweg 60 (rijksmonument)

Binnenweg ·
Bolensteinsestraat ·
Bolensteinseweg ·
Breedstraat ·
Diependaalsedijk ·
Herengracht ·
Kaatsbaan ·
Kerkweg ·
Langegracht ·
Nassaustraat ·
Parkweg ·
Raadhuisstraat ·
Schippersgracht ·
Wilhelminaweg · 
Zandpad